# David Munck af Rosenschöld
David Munck af Rosenschöld, född den 20 september 1786 i Lund, död den 21 december 1840, var en svensk präst. Han var son till biskop Petrus Munck, bror till läkaren Eberhard Zacharias Munck af Rosenschöld och farbror till naturforskaren Eberhard Munck af Rosenschöld.
Munck blev filosofie magister i Lund 1805, docent i grekiska 1807, prästvigdes 1810 och blev samma år teologie kandidat. År 1812 blev han vice bibliotekarie och adjunkt i estetik, 1816 kyrkoherde i Kvistofta socken, erhöll professors titel 1819 och blev prost honoris causa 1820. Munck var en begåvad och kunskapsrik men bisarr personlighet. I beryktade tidningsuppsatser, Kvistoftaartiklarna, behandlade han i ett virrvarr dagens frågor och sina personliga förhållanden.